# Торкабе
Торкабе (перс. طُرقَبه ,ترقبه), произносится: Торгъабэ) — город в Иране, в шахрестане Торкабе-Щандиз (Биналюд). Город располагается посреди покрытых зеленью долин горной цепи Биналюд. Торкабе имеет древнюю историю и обозначено ещё в сочинении «Корун-е Эслами» под именем «Торгъабаз» как один из регион степи Тус.

## Достопримечательности
В древности Торкабе был известен благодаря своему расположению на горной дороге к Мешхеду и Нишапуру. Он был в течение многих столетий перевалочным пунктом, а также местом отдыха. И сегодня благодаря благоприятному климату, красивому городскому парку и реке около него, мечети и многочисленным городским ресторанам, а также большим магазинам, где продаются ремесленные товары и можно купить такие сувениры, как ковры, соломенные корзины, дощечки с выгравированным узором. В отеле Торкабе часто останавливаются туристы, желающие посетить Мешхед. Вообще город считается одним из важнейших туристических центров всего Хорасана. В красивом горном районе, где расположен город, есть множество садов и старых тихих парков, в которых в сентябре уже не жарко, и даже летом в них вечером прохладно и свежо. Также в городе много красивых холмов. Окружает его множество садов с яблонями и грушами. В Торакабе можно попробовать местную еду, например дизи и абгущт, а также щищликь, представляющий собою жареную ягнятину и мясо и кости коровы в форме буквы «Т» с рисом. Есть ещё блюдо фесенджан, которое готовят с грецким орехом (у местных жителей в садах растут грецкие орехи). Кроме того, пользуется популярностью блюдо коурме.

## Демографическая динамика
Население Торкабе, согласно трем последним переписям, прошедшим в Иране (25 октября 1996 г., 25 октября 2006 г., 24 октября 2011 г.), оказалось равно 9982 человека, 13200 человек и 16718 человек. Его рост за все это время был равен 1,7 раз. Среднегодовые темпы общего прироста населения за 1996-2006 гг. оказались равны 2,8% в год, а за 2006-11 гг. - даже 4,8% в год. В городе не могла так резко увеличиться рождаемость, чтобы достичь столь высоких темпов роста, поэтому очевидно, что он произошёл из-за массовой иммиграции населения в город. В городе в 2011 г. насчитывалось 8458 мужчин и 8260 женщин, то есть, соотношение полов было равно 102 мужчины на 100 женщин, а значит, в Торкабе было отмечено примерное равенство мужского и женского населения. Население Торакабе составляет очень большую часть от население шахрестана Биналюд, а именно — 29%.